# پل اورتون (بازیکن فوتبال)
پل اورتون (به انگلیسی: Paul Henry Overton) (زاده ۱۸ آوریل ۱۹۶۱) یک فوتبالیست سابق انگلیسی است که به عنوان دروازه‌بان در لیگ فوتبال برای ایپسویچ تاون بازی می‌کرد.

## حرفه
اورتون کار خود را در مجموعه جوانان در ایپسویچ تاون آغاز کرد. در ۲۸ آوریل ۱۹۷۸، اورتون اولین بازی خود را برای ایپسویچ در شکست ۶–۱ خارج از باشگاه فوتبال استون ویلا انجام داد، یک هفته قبل از پیروزی ایپسویچ در فینال جام حذفی فوتبال انگلستان ۱۹۷۸ مقابل آرسنال. حضور اورتون در ترکیب اصلی پس از آن اتفاق افتاد که پل کوپر دروازه‌بان اول، در تست آمادگی جسمانی به دلیل آسیب دیدگی کمر تأیید نشد و وی نمی‌خواست قبل از اولین حضور ایپسویچ در فینال جام حذفی، حضور یابد. بابی رابسون، سرمربی ایپسویچ، اورتون را به عنوان بهترین بازیکن شکست ۶–۱ ایپسویچ معرفی کرد. پس از جدایی او از ایپسویچ در سال ۱۹۷۹، اورتون برای یک فصل برای به پیتربورو یونایتد و نورثهمپتون تاون پیوست.
اورتون بعداً وارد فوتبال غیر لیگ شد و برای هیستون، کمبریج یونایتد، چاتریس تاون و باشگاه محله سوهام تاون رنجرز در لیگ کانتی شرقی بازی کرد. اورتون قبل از ترک فوتبال در سال ۲۰۱۰، ذخایر سوهام را مدیریت کرد